# Златка чорна
Чорна златка (Capnodis tenebrionis L.) — жук з родини златок. Пошкоджує всі кісточкові породи плодових дерев.

## Опис

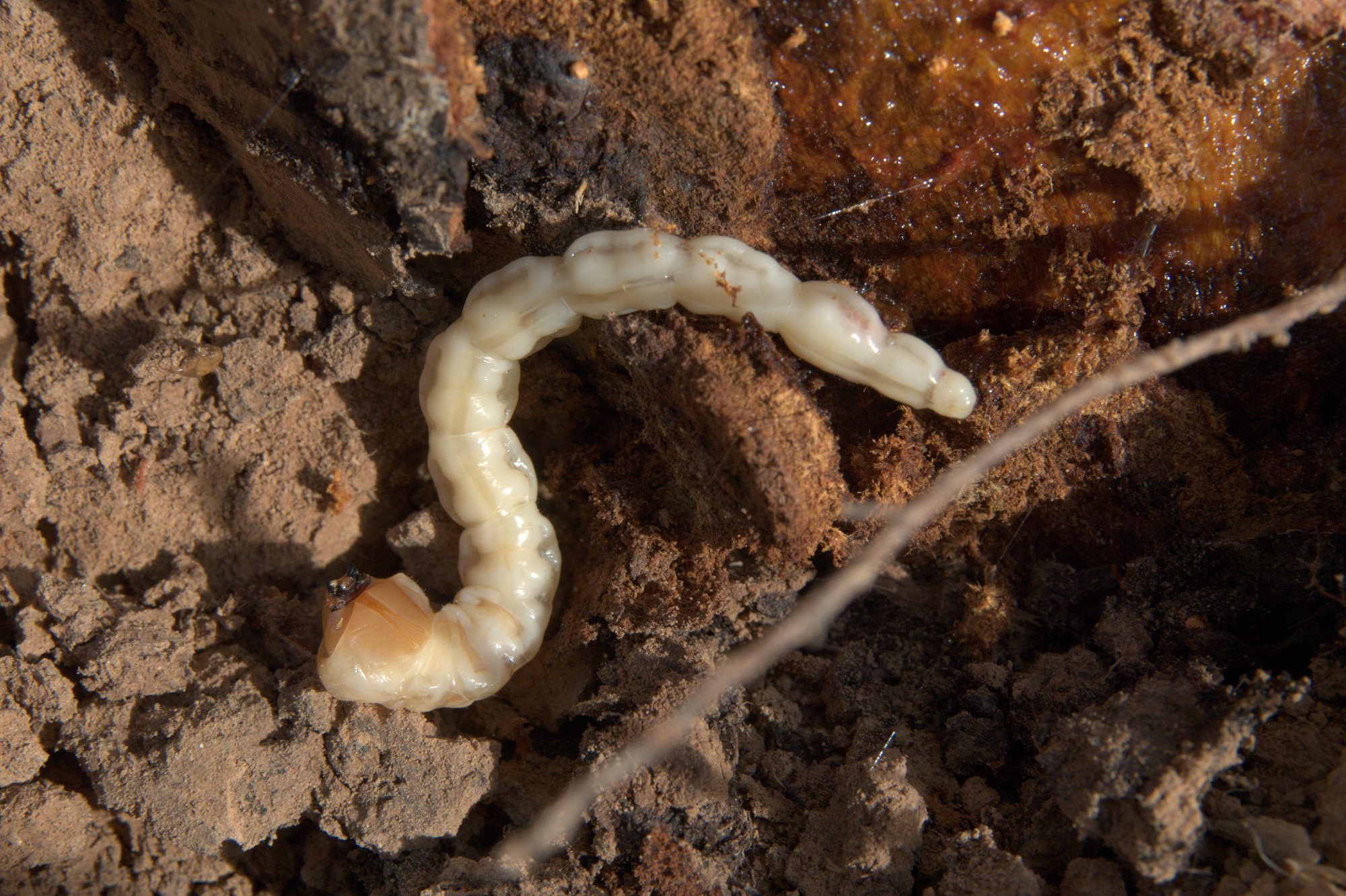
Личинка златки в деревині

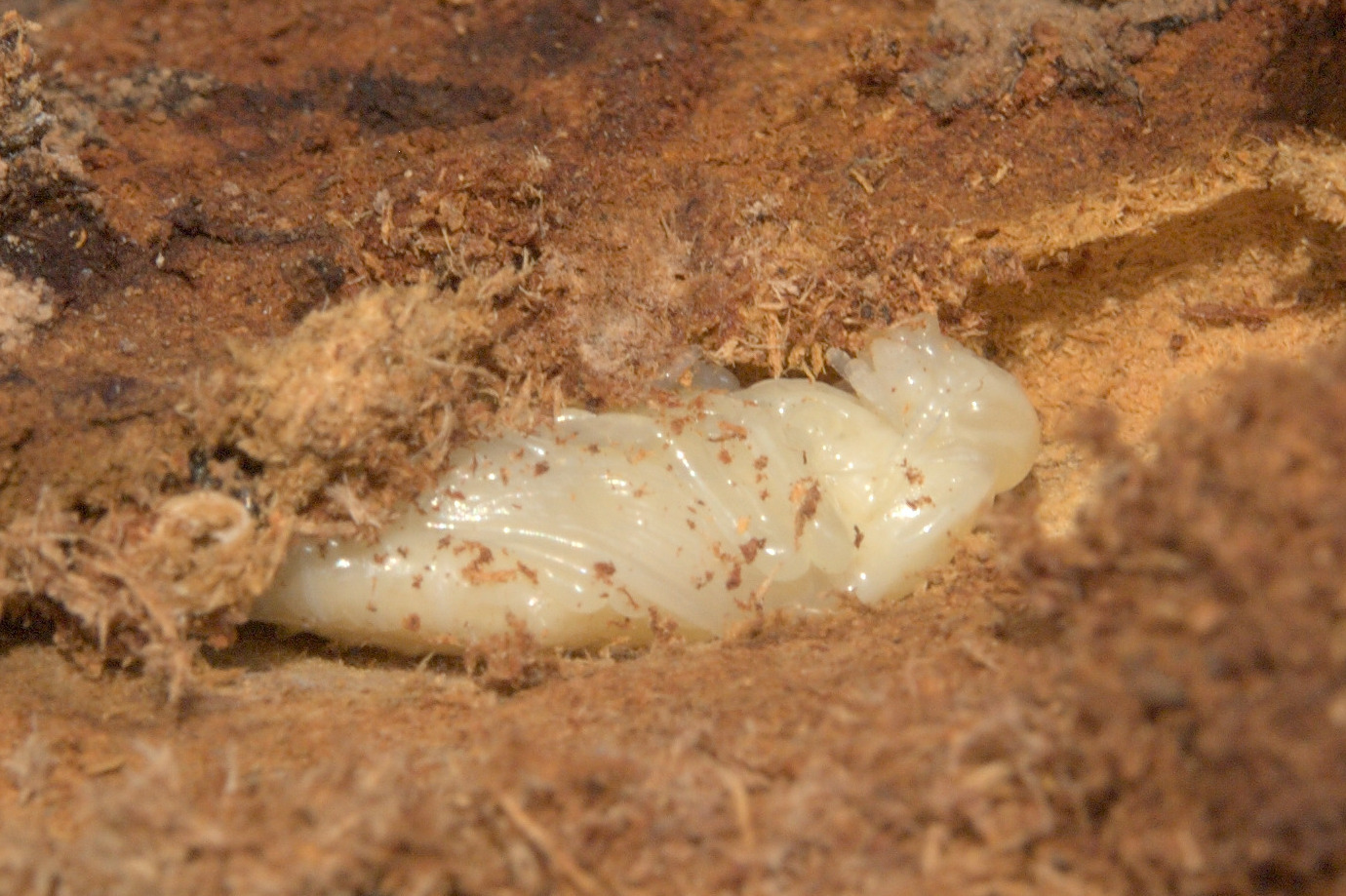
Лялечка златки

Великий жук з видовженим плоско-опуклим тілом, завдовжки 25-26 міліметрів. Надкрила матово-чорні, передньоспинка в білих і чорних плямках. Личинка довга, жовто-білого кольору, близько 70 міліметрів завдовжки. Тіло личинки складається з 13 члеників, розташованих у вигляді ланцюжка і різко відокремлених один від одного. Передня частина (передньоспинка) сильно потовщена.

## Екологія
Зимують личинки і жуки в корінні плодових дерев, та у верхньому шарі ґрунту. В кінці травня — на початку червня, коли ґрунт нагріється до +20 °C, личинки починають живитися, вигризаючи ходи в коренях і кореневій шийці, в результаті чого молоді дерева і саджанці засихають. Розвивається златка протягом двох років. Завдає великої шкоди в плодових розсадниках і молодих садах Криму та Одеської області, а також на Кавказі. Жуки пошкоджують листки, бруньки і кору на молодих пагонах. Характерною особливістю цього шкідника є те, що він перегризає черешки листків, і це викликає масовий листопад. Жуки дуже обережні: при наближенні людини вони швидко ховаються або падають на землю.